# CSM Dunărea Galați
CSM Dunărea Galați – rumuński klub hokejowy z siedzibą w Gałaczu.

## Dotychczasowe nazwy
- Gloria C.S.U. Galați (od 1932)
- CSM Dunărea Galați (od 1950)
- Gladiators Dunărea Galați (obecnie)

## Sukcesy
- Złoty medal mistrzostw Rumunii: 2015, 2016
- Srebrny medal mistrzostw Rumunii: 1991, 1992, 1993, 2017
- Brązowy medal mistrzostw Rumunii: 2019, 2021
- Puchar Rumunii: 1988